# Canavanine
La L-canavanine, ou δ-oxa-arginine, est un acide aminé non protéinogène, présent dans des plantes (principalement des légumineuses et leurs semences). Elle a pour formule semi-développée (NH2)2C=N-O-CH2-CH2-CH(NH2)-COOH.
Spécifiquement, la L-canavanine est un antimétabolite de la L-arginine. On en trouve dans les plantes du genre Sutherlandia de la famille des Fabacées à des taux dépassant 2,0 mg par gramme de feuille sèche. Elle protège la plante de divers insectes prédateurs.

## Toxicité

Comparaison entre la structure de la canavanine et de l'arginine

La canavanine peut être incorporée dans les protéines à la place de l'arginine, un acide aminé protéinogène très similaire. La production de protéines contenant de la canavanine peut perturber des réactions biochimiques essentielles du métabolisme des acides nucléiques, de la synthèse des protéines ou encore du métabolisme de l'arginine. La canavanine aurait contribué à la mort de Christopher McCandless après l'ingestion de graines de Hedysarum alpinum.